# Dinteville, Haute-Marne
Dinteville là một xã thuộc tỉnh Haute-Marne trong vùng Grand Est đông bắc nước Pháp.